# برج الساعة (حيفا)

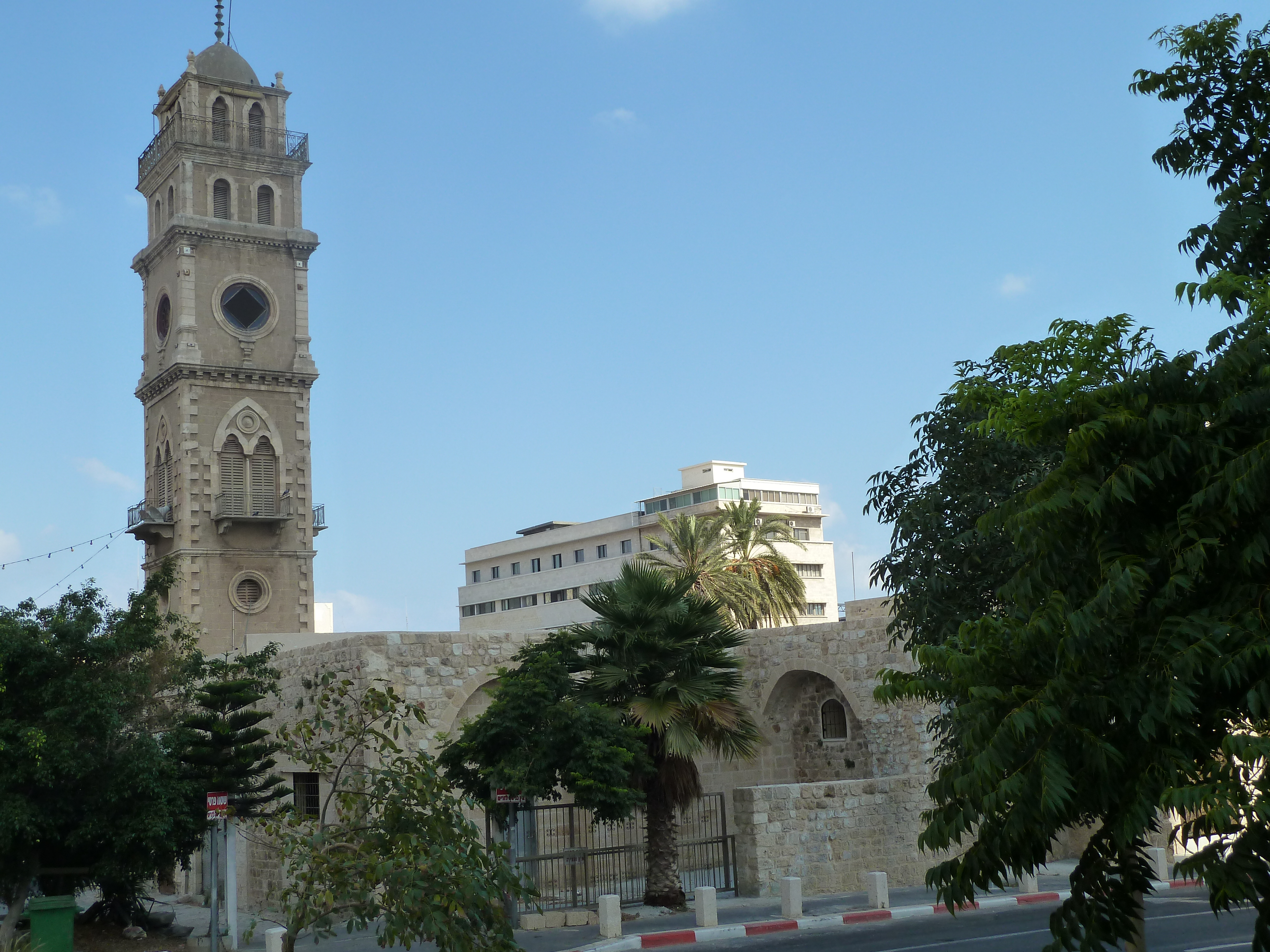
برج الساعة في البلدة القديمة لحيفا، حيث أقدمت إسرائيل على هدم معظمها عام 1948.

برج الساعة في حيفا برج أثري يعود تاريخه للحقبة العثمانية في فلسطين. يقع في البلدة القديمة لمدينة حيفا على مسجد الجرينة القديم، وهو واحد من 7 أبراج أقيمت في مدن فلسطين في العام 1901 احتفالاً بمرور 25 عاماً على اعتلاء السلطان عبد الحميد الثاني العرش العثماني (تقع الإبراج الأخرى في القدس، يافا، عكا، صفد، الناصرة، نابلس - إلاّ أن برج القدس هدمته القوات البريطانية عند دخولها للمدينة). ويعتبر أحد أهم الأثار المعمارية الباقية في حيفا، بعد أن أقدمت إسرائيل على هدم معظم البلدة القديمة عام 1948 بحجة التطوير، ومنعا لعودة الفلسطينيين. 

## مسجد الجرينة
أنشئ مسجد الجرينة (أو مسجد النصر الكبير) تكريما للقائد العثماني حسن باشا الذي كلفته السلطات العثمانية بالقضاء على حاكم الجليل المتمرد ظاهر العمر عام 1775. وقد أطلق عليه اسم «الجرينة» بحكم وجود ساحة خاصة للحبوب المصدرة لخارج فلسطين. وهو الجامع الثاني في حيفا بعد الجامع الصغير. وقد أنشئ لاحقا برج الساعة فوق هذا المسجد، إلا انه لا علاقة بين المبنيين. 

## الطراز المعماري

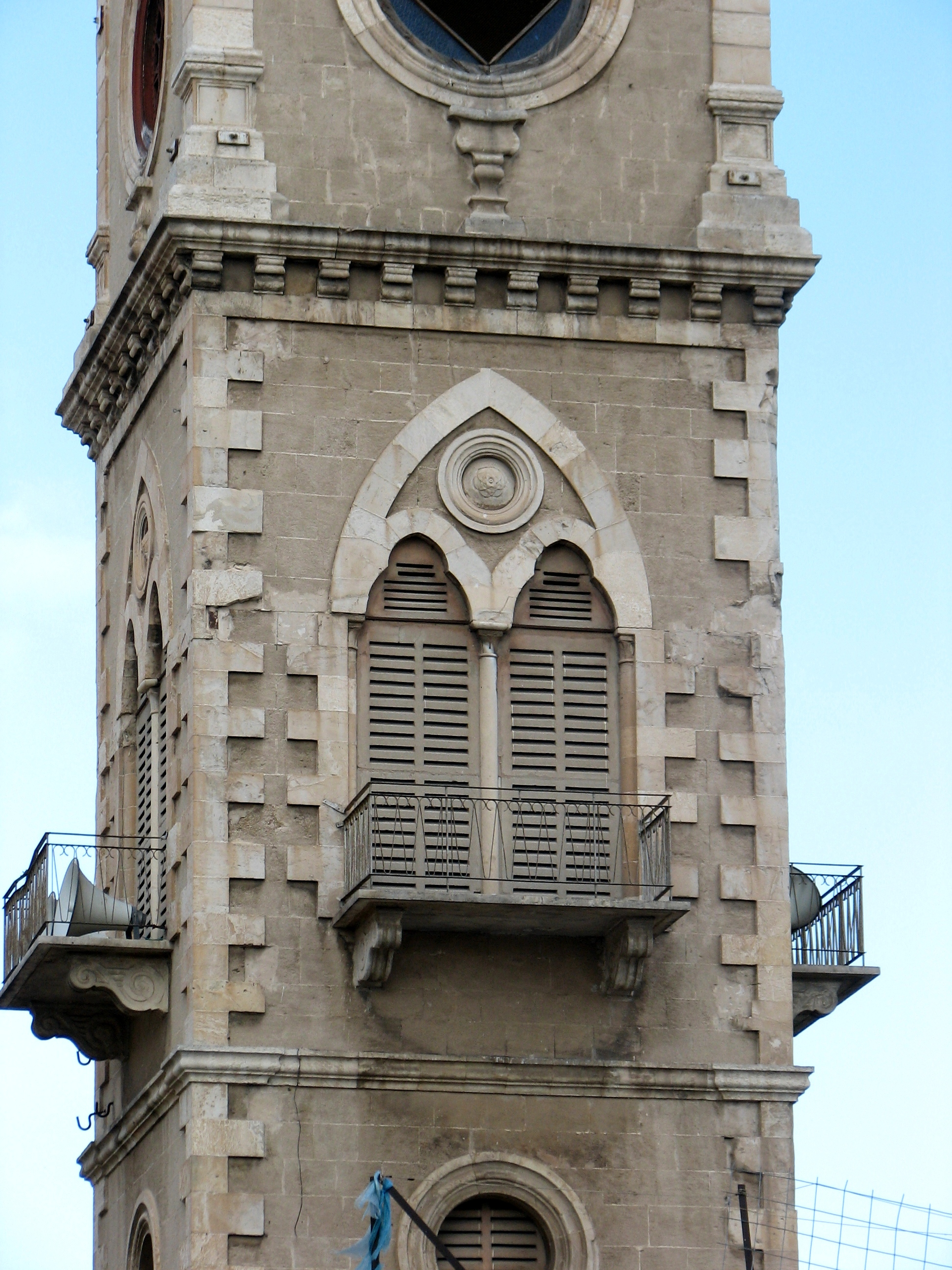

هناك عدة طوابق للبرج، ويحتوي الطابق الثاني على لوحة منقوش عليها بيوت شعرية توضح بناء البرج تخليدا للسلطان العثماني، وفي الطابق الرابع تقع في كل جهة ساعة، حيث حظيت المدينة لأول مرة بساعات عام 1901.

## وصلات خارجية
- حكاية بلد - حيفا / تلفزيون فلسطين على يوتيوب